# Толхук, Антван
Антван Толхук (нидерл. Antwan Tolhoek, род. 29 апреля 1994 года в Тилбурге, Нидерланды) — нидерландский профессиональный шоссейный велогонщик, выступающий за команду мирового тура «Jumbo-Visma».

## Достижения
| 2015 Тур Бретани Горная классификация | 2016 Тур Швейцарии Горная классификация |

## Статистика выступлений

### Гранд-туры
| Гонка           | 2017 |
| --------------- | ---- |
| Джиро д'Италия  | —    |
| Тур де Франс    | —    |
| Вуэльта Испании | 28   |

| — | Не участвовал |